# Monte Ngaoui
O monte Ngaoui é a montanha mais alta da República Centro-Africana. Localiza-se sobre a fronteira Camarões-República Centro-Africana e atinge 1410 metros de altitude.
Nos arredores do monte Ngaoui a floresta é sobretudo de savana. A temperatura média anual é de 20 °C. O mês mais quente é março, quando a temperatura média é de 24 °C, e o mais frio é agosto, a 17 °C. A média anual de precipitação é de 1709 milímetros. O mês mais chuvoso é setembro, com uma precipitação média de 384 mm, e o mais seco é janeiro, com uma precipitação de 4 mm.